# アレッポ国際空港
アレッポ国際空港（英語:Aleppo International Airport）とは、シリア・アラブ共和国アレッポにある国際空港。

## 就航航空会社
| 航空会社                 | 就航地         |
| ------------------------ | -------------- |
| シリア・アラブ航空       | イスタンブール |
| ロイヤル・ヨルダン航空   | アンマン       |
| ターキッシュエアラインズ | イスタンブール |